# Центральный банк Уругвая
Центральный банк Уругвая (исп. Banco Central del Uruguay) — центральный банк Восточной Республики Уругвай.

## История
23 июня 1862 года основан Национальный банк. В 1887 году Национальный банк начал выпуск банкнот. До 1896 года банкноты выпускались также частными банками (Коммерческий банк, Английский банк Рио-де-ла-Плата, Итальянский банк, Итало-Восточный банк, Восточный банк, Банк Сальто и др.) и правительством.
24 августа 1896 года учреждён Банк Восточной Республики Уругвай, получивший исключительное право эмиссии.
В 1967 году основан Центральный банк Уругвая, которому переданы функции центрального банка.